# Levan Mchedlidze
Pour les articles homonymes, voir Mchedlidze.
Levan Mchedlidze (en géorgien : ლევან მჭედლიძე), né le 24 mars 1990 à Tbilissi en Géorgie, est un footballeur international géorgien.

## Biographie

### Équipe nationale
Levan Mchedlidze est convoqué pour la première fois en sélection par le sélectionneur national Klaus Toppmöller le 13 octobre 2007 lors d'un match des éliminatoires de l'Euro 2008 contre l'Italie (défaite 2-0). Le 17 octobre 2007, il marque son premier but en sélection lors de sa deuxième sélection contre l'Écosse (victoire 2-0).
Au total, il compte 29 sélections et 2 buts en équipe de Géorgie depuis 2007.